# Pavol Florek
Pavol Florek nebo Pavel Florek (25. března 1895 Krušetnica – 11. května 1963 Martin-Vrútky), byl slovenský a československý historik, muzejník a politik a meziválečný poslanec Národního shromáždění za Autonomistický blok.

## Biografie
Studoval na gymnáziu v Trstené, Levoči a Podolínci, kde maturoval roku 1915. Následně studoval historii a latinu, později rovněž zeměpis na Budapešťské univerzitě a od roku 1918 na Univerzitě Karlově v Praze. Pracoval jako středoškolský profesor v Košicích, Dolním Kubíně, Rimavské Sobotě a Martinu. Po dva roky byl úředníkem ministerstva školství a národní osvěty.
Povoláním byl profesor. Podle údajů z roku 1935 bydlel v Turčianském Sv. Martinu.
V parlamentních volbách v roce 1935 získal mandát v Národním shromáždění za Autonomistický blok, jehož vznik iniciovala Hlinkova slovenská ľudová strana. Poslanecké křeslo si oficiálně podržel do zrušení parlamentu roku 1939.
V prosinci 1938 byl zvolen ve volbách do Sněmu Slovenskej krajiny.
Angažoval se v Muzeální slovenské společnosti. Byl činný i jako regionální historik. Zaměřoval se na dějiny regionu Turiec. Od roku 1936 redigoval Sborník Matice slovenské. Od roku 1940 působil ve funkci předsedy Svazu slovenských muzeí a správce Slovenské národní knihovny.
V roce 1945 emigroval do Rakouska a pak do Itálie. Roku 1947 se ovšem vrátil do Československa.
Po roce 1948 pracoval jako dělník v Martině, v období let 1955–1956 byl archivářem a knihovníkem Státní mincovny v Kremnici. V roce 1956 se stal zaměstnancem knihovnického oddělení Matice slovenské v Martinu.